# Cá chuối hoa
Cá chuối hoa (Danh pháp khoa học: Channa maculata) là một loài cá nước ngọt trong họ Cá quả.

## Phân bố
Loài này là bản địa Trung Quốc (Quảng Đông, Quảng Tây, Quý Châu, Hải Nam, Hồ Nam, Vân Nam, Hồng Kông), Philippines, Đài Loan, Việt Nam (các tỉnh phía bắc, tới Quảng Bình). Tuy nhiên hiện nay nó đã du nhập vào một số nơi khác, như từ Đài Loan vào Nhật Bản năm 1906, từ Trung Quốc vào Hawaii khoảng năm 1900-1924 và hiện nay đã du nhập vào Bắc Mỹ (Massachusetts, North Carolina), vào Madagascar năm 1976-1978.